# Camino Recto
En el universo imaginario de J. R. R. Tolkien y en la novela El Silmarillion, se llama Camino Recto al camino que los barcos élficos seguían al dirigirse a las Tierras Imperecederas.
Se supone que navegaban a través del aire, mientras el mundo se curvaba bajo ellos. Esto tuvo que ser así luego del cambio del mundo, tras la anegación de Númenor, cuando las Tierras Imperecederas fueron retiradas de los círculos del mundo. 
A los elfos, y con algunas excepciones como por ejemplo, los portadores del Anillo Frodo y Bilbo Bolsón, Samsagaz Gamyi y el enano Gimli, se les concedió la gracia de poder llegar al antiguo occidente. 
Cualquier otro barco solo terminaba trazando círculos alrededor del mundo. Aunque se ha dicho que algunos marineros humanos a lo largo de la historia, extraviados en los mares, han hallado dicho camino, tal vez por gracia de los valar, y han visto cómo el mundo se hundía bajo ellos, llegando finalmente a contemplar las últimas costas del Reino Bendecido. Pero como dijeron los valar a los númenóreanos ante tanta gracia y belleza, «la vida corta de los hombres se extinguía como la de las polillas ante demasiada luz».
- Datos: Q1053279